# کیم جونگ-نام
کیم جونگ-نام (به کره‌ای: 김정남) (زاده ۱۰ مه ۱۹۷۱ – درگذشته ۱۳ فوریه ۲۰۱۷) پسر ارشد کیم جونگ-ایل رهبر سابق و برادر ناتنی کیم جونگ-اون رهبر کنونی جمهوری دموکراتیک خلق کره (کره شمالی) بود. او از سال ۱۹۹۴ تا سال ۲۰۰۱ به عنوان وارث پدر و رهبر بعدی کره شمالی شناخته می‌شد.

## توانایی‌ها
کیم جونگ-نام به رایانه علاقه بسیار داشت، زبان ژاپنی را عالی صحبت می‌کرد و در سوئیس و روسیه درس خوانده بود.

## جانشین کیم جونگ-ایل
او پس از تحصیل، در پیونگ‌یانگ زندگی می‌کرد و به نظر می‌رسید جانشین کیم جونگ-ایل پدر خود باشد. زمانی به او «ژنرال کوچک» می‌گفتند. کیم جونگ-نام، سمت مهم «مسئول سیاست‌گذاری فناوری اطلاعات» در وزارت امنیت را داشت.

## خلع مقام
در سال ۲۰۰۱ پس از تلاش برای ورود غیرقانونی به ژاپن ظاهراً به جهت دیدار از دیزنی‌لند توکیو از چشم پدر افتاد و مقام خود را از دست داد. و پس از آن در سنگاپور، چین و بیشتر از همه در ماکائو زندگی کرد.

## انتقاد از کره شمالی
اظهاراتی از قول او در نقد نظام سیاسی کره شمالی و رهبری برادرش نقل شده‌است.

## سوء قصد
پس از آن بارها ازجمله در سال‌های ۲۰۱۰ و ۲۰۱۲ به جان او سوء قصد شد.

## مرگ

### چگونگی
در ۱۳ فوریه ۲۰۱۷ (۲۵ بهمن ۱۳۹۵) او در فرودگاه کوالالامپور مالزی و به مقصد ماکائو، توسط یک زن با دستمال آغشته به گاز اعصاب وی‌ایکس، مسموم شد. این زن سپس از اسپری جداگانه‌ای هم برای گمراه کردن استفاده کرد. این ماده بی‌درنگ شروع به اثر گذاشتن روی سیستم عصبی او کرده و باعث شده که ابتدا دچار لرزش شود و در عرض پانزده تا بیست دقیقه در راه بیمارستان جانش را از دست بدهد. کیم جونگ-نام با گذرنامه با نام «کیم چول» سفر می‌کرد.

### بازداشت‌ها
پلیس مالزی یک زن ۲۹ ساله را به ظن ارتباط با مرگ کیم جونگ-نام بازداشت کرد که مدارک سفر ویتنامی داشت. یک زن ۲۵ ساله دیگر نیز با گذرنامه اندونزیایی، به همراه دوست پسرش نیز بازداشت شده‌است. این زن اندونزیایی به پلیس اندونزی گفته فکر می‌کرده کاری که انجام داده یک «شوخی تلویزیونی» بوده‌است. در صورتیکه رئیس پلیس مالزی گفته بود که زنی که به آقای کیم نزدیک شده بلافاصله به دستشویی فرودگاه و دست‌هایش را شسته‌است. این نشان می‌دهد که این زن کاملاً آگاه بوده که با ماده‌ای سمی سر و کار دارد. یکی از زنانی که به کیم جونگ-نام حمله کرده‌است نیز نشانه‌های مشابه استفراغ داشته‌است که احتمالاً به خاطر قرار گرفتن در معرض این ماده سمی بوده‌است.

### انتقال جسد به پیونگ یانگ
در پی درخواست رسمی مقامات کره شمالی، جسد کیم جونگ-نام به پیونگ یانگ انتقال یافت.

### تأیید هویت
مقامات مالزیایی اعلام کردند که نمی‌توانند رسماً هویت جسد را تأیید کنند؛ زیرا هیچ‌یک از اعضای خانواده کیم جونگ-نام برای انجام آزمایش دی‌ان‌ای قدم پیش نگذاشته‌اند. در سردخانه حاوی جسد تدابیر امنیتی در سطح بالا بود.

### ایراد اتهام قتل به دولت کره شمالی
سم اعصاب وی اکس به شکل تجاری در دسترس نیست و به همین دلیل است که متخصصان می‌گویند به نحوی پای یک حکومت در میان است. چند سازمان کره شمالی قادرند چنین حمله‌ای را انجام دهند که فرماندهی اختصاصی گارد کره شمالی از جمله آنهاست.
با گسترش تحقیقات، دبیر دوم سفارت کره شمالی در کوالا لامپور و یک کارمند خطوط هواپیمایی کره شمالی ایر کریو جزء متهمان اعلام شدند.

### دادگاه متهمان
در ۱۶ اوت ۲۰۱۸، قاضی یک دادگاه کیفری در کوالالامپور، پایتخت مالزی، رای داد که شواهد و مدارک موجود (از جمله شهادت سی و چند شاهد) در پرونده اتهامی که دادستانی علیه «سیتی آسیه» اهل اندونزی و «دوان تی هیونگ» اهل ویتنام در ارتباط با قتل کیم جونگ-نام به دادگاه تسلیم کرده دارای مبنای قضایی لازم برای آغاز محاکمه این دو نفر را به اتهام قتل است.

## واکنش کره شمالی
کره شمالی بدون این‌که اسمی از مقتول ببرد مالزی را مقصر مرگ کیم جونگ-نام می‌داند. خبرگزاری رسمی کره شمالی تنها گفته‌است که یک شهروند جمهوری دموکراتیک خلق کره که با گذرنامه دیپلماتیک سفر می‌کرده به خاطر سکته قلبی از دنیا رفته‌است. این خبرگزاری اعلام کرده که گزارش‌های مربوط به مسمومیت نادرست هستند و به مالزی به خاطر اینکه بدون اجازه کره شمالی کالبدشکافی انجام داده حمله کرده‌است. متهمان پس از تحمل زندان و اثبات بیگناهی آزاد شدند.

## زندگی شخصی
کیم جونگ-نام دارای ۲ همسر و دست کم ۶ فرزند بود. همسر نخست او «شین جونگ-هوی» (متولد ۱۹۸۰) در مکانی به نام «ویلای اژدها» در شمال پکن زندگی می‌کند. همسر دوم او «لی های-کیونگ» (متولد ۱۹۷۰)، پسرشان «کیم هان-سول» (متولد ۱۹۹۵) و دخترشان «سول-هوی» (متولد ۱۹۹۸) در یک آپارتمان ۱۲ اتاقه در ماکائو زندگی می‌کنند.
کیم جونگ-نام فردی زن‌باز و ولخرج بوده‌است. او به خاطر قمار و صرف هزینه‌های گزاف در کانون توجه رسانه‌ها بوده‌است.
کیم هان-سول در دانشگاهی در پاریس تحصیل کرده‌است. او زمانی که در بوسنی و هرزگوین دانش‌آموز بود در مصاحبه‌ای برادر خود کیم جونگ-اون را «دیکتاتور» خواند.